# (4709) Ennomo
(4709) Ennomo es un asteroide perteneciente a los asteroides troyanos de Júpiter descubierto por Carolyn Jean S. Shoemaker desde el observatorio del Monte Palomar, Estados Unidos, el 12 de octubre de 1988.

## Designación y nombre
Ennomo recibió inicialmente la designación de 1988 TU2.
Más adelante, en 1991, se nombró por Ennomo, un personaje de la mitología griega.

## Características orbitales
Ennomo orbita a una distancia media del Sol de 5,237 ua, pudiendo alejarse hasta 5,356 ua y acercarse hasta 5,117 ua. Su excentricidad es 0,02283 y la inclinación orbital 25,46 grados. Emplea en completar una órbita alrededor del Sol 4377 días.

## Características físicas
La magnitud absoluta de Ennomo es 8,6. Emplea 12,28 horas en completar una vuelta sobre su eje y tiene un diámetro de 80,85 km. Se estima su albedo en 0,0744.